# Adam Gottlob Schirach
Adam Gottlob Schirach (sorb. Hadam Bohuchwał Šěrach) fue un teólogo y agrónomo del siglo XVIII, nacido en el año 1724 y fallecido en el año 1773, siendo párroco en Lusacia, Alemania.

## Apicultura

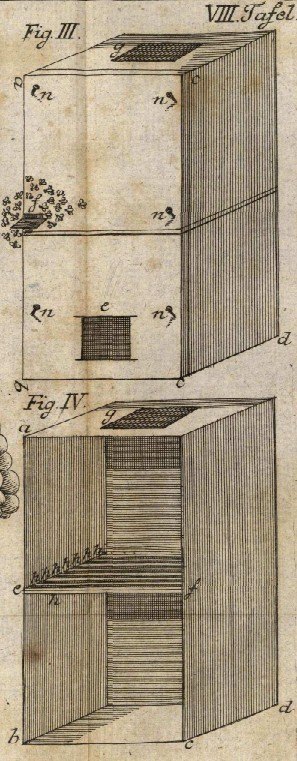
En su obra de 1766, Schirach describe las colmenas verticales de panales móviles.

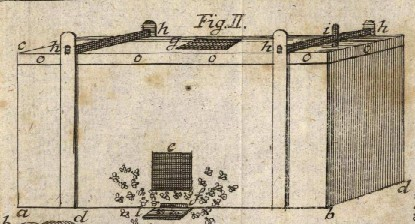
Colmena tipo horizontal.

En 1771 probó que la reina provenía del mismo huevo que puede originar a una obrera en su libro titulado Histoire naturelle de la reine des abeilles, La Haye, 1771. 
Schirach es un apicultor activo secretario permanente de la Organización Bienengesellschaft em Oberlausitz, fundada en 1766. Muchas de las láminas de Oekonomische Encyklopädie de 1774, fueron tomadas de la obra de Schirach, quien diferenciaba perfectamente castas, tipos de colmenas y elementos necesarios para la práctica de la apicultura. Las colmena de panales móviles, colmena vertical y la colmena horizontal son reproducidas en este dibujo, véase el dibujo prestando mucha atención a los travesaños entre la primera y segunda alza, aunque la exposición de los panales parecería ser en fría respecto a la piquera. Es posible que las alzas se abrieran lateralmente de manera exclusiva.
Fue un pastor luterano, ministro en Klein-Bautzen en Sajonia, entusiasta estudiante de las abejas. Publica su monografía Mellito Theología: Die Verherrlichung des glonvürdingen Schöpfers aus der urundervollen Biene. (Dresde: Waltherischen Hoft Buchdruckerey, 1767, xiv). Con detalles sobre la anatomía, defendiendo los apicultores.

## Publicaciones de Adam Gottlob Schirach
1. Guillaume Louis Formanoir de Palteau; Adam Gottlob Schirach; Daniel Gottfried Schreber. (1766). Sächsischer Bienenvater: oder des Herrn Palteau von Metz neue Bauart hölzerner Bienenstöcke, nebst der Kunst, die Bienen zu warten, und einer Naturgeschichte dieser Insekten.

Indroducción (enlace roto disponible en Internet Archive; véase el historial, la primera versión y la última).. PDF 11.867 Kb. pp: 1-39.;
Parte Primera (enlace roto disponible en Internet Archive; véase el historial, la primera versión y la última).. PDF 30.141 Kb. pp: 1-99.;
Parte Segunda (enlace roto disponible en Internet Archive; véase el historial, la primera versión y la última).. PDF 30.232 Kb. pp: 100-199.;
Parte Tercera (enlace roto disponible en Internet Archive; véase el historial, la primera versión y la última).. PDF 30.096 Kb. pp: 200-299.;
Parte Cuarta (enlace roto disponible en Internet Archive; véase el historial, la primera versión y la última).. PDF 30.427 Kb. PP: 300-399.;
Parte Quinta (enlace roto disponible en Internet Archive; véase el historial, la primera versión y la última).. PDF 30.719 Kb. pp: 400-499.;
Parte Sexta (enlace roto disponible en Internet Archive; véase el historial, la primera versión y la última).. PDF 30.760 Kb. pp: 500-599.;
Parte Séptima (enlace roto disponible en Internet Archive; véase el historial, la primera versión y la última).. PDF 29.841 Kb. pp: 600-699.;
Parte Octava (enlace roto disponible en Internet Archive; véase el historial, la primera versión y la última).. PDF 19.138 Kb. pp: 700-752 más láminas;
Parte Novena (enlace roto disponible en Internet Archive; véase el historial, la primera versión y la última).. Explicaciones de las figuras pp: 1-24. PDF 6.669 Kb. Weitere Beteiligte (Hrsg. etc.): Adam G. Schirach [Hrsg.]; Daniel Gottfried Schreber [Vorr.]
1. Adam Gottlob Schirach. (1767). Melitto-Theologia : Die Verherrlichung des glorwürdigen Schöpfers aus der wundervollen Biene; Nach Anleitung der Naturlehre und Heiligen Gottesgelahrtheit, in erbaulichen Betrachtungen, und zu besserer Erläuterung ihrer Natur und Eigenschaft, mit eingestreuten öconomischen Anmerkungen. Dresde: Walther, 1767; Digitalisat von Herrn Hartmut Bauer.

Parte 1 (enlace roto disponible en Internet Archive; véase el historial, la primera versión y la última)..
Parte 2 (enlace roto disponible en Internet Archive; véase el historial, la primera versión y la última)..
Parte 3 (enlace roto disponible en Internet Archive; véase el historial, la primera versión y la última)..
Parte 4 (enlace roto disponible en Internet Archive; véase el historial, la primera versión y la última)..
1. Giovanni Antonio Scopoli. Adam Gottlob Schirach. Karl von Meidinger. (1787). Johann Anton Scopoli's ... Abhandlung von den Bienen und ihrer Pflege / Aus dem Lateinischen übersetzt, und mit einem Anhange von dem vielfachen Nutzen der Bienenzucht, dann einigen praktischen Anmerkungen und Herrn Schirachs Bienenkalender versehen von Karl Freiherrn von Meidinger. Wien und Leipzig: Stahel, 1787. Libro Total (enlace roto disponible en Internet Archive; véase el historial, la primera versión y la última).. PDF 31.520 Kb. Agregado Nuevo--Fbiole 20:33 25 mar 2007 (ART)
2. Adam Gottlob Schirach. (1770). Bayerischer Bienen-Meister: oder deutliche Anweisung zur Bienen-Wartung. München: Fritz, 1770; Digitalisat von Herrn Hartmut Bauer. Libro Total (enlace roto disponible en Internet Archive; véase el historial, la primera versión y la última).. PDF 93.855 Kb.

## Libros citados
1. Adam Gottlob Schirach; Guillaume Louis Formanoir de Palteau. (1766). Sächsischer bienenvater, oder des herrn Palteau von Metz neue bauart hölzerner bienenstöcke, nebst der kunst, die bienen zu warten, und einer naturgeschichte dieser insektem : aus dem französischen übersetzt : und als ein praktsches bienen-buch, für bienenfruende und hausväter hiesiger lande, mit nützlichen enmerkungen und vieljährigen neuen erfahrungen vermehret. Editorial: Leipzig : A. J. Spiekermann, 1766.
2. Adam Gottlob Schirach. (1767). Melitto-theologia: Die Verherrlichung des glorwürdigen Schöpfers aus der wundervollen Biene. ... Editorial: Dresde: Gedruckt in Der Waltherischen hof-Buchdruckerey, 1767.
3. Adam Gottlob Schirach. (1767). Abhandlungen und erfahrungen der physikalischöconomischen bienengesellschaft in Oberlausitz, vom jahr 1767 : zur aufnahme der bienenzucht in Sachen, und anderer länder, herausgeg. Editorial: Dresde : Waltherischen hof- buchhandlung, 1767.
4. Adam Gottlob Schirach. (1769). Der sächsische bienenmeister, oder Kurze anweisung für den landman zur bienenzucht, nebst beygefügtem oekonomischen bienencalender. Auf veranlassung und auf kosten der gnädigst bestätigten wirtschaftlichen gesellschaft in Leipzig. Editorial: Leipzig, Gedruckt mit Löperischen schriften, 1769.
5. Adam Gottlob Schirach; Charles Bonnet; Jean Jacques Blassière. (1771). Histoire naturelle de la reine des abeilles, avec l'art de former des essaims. Editorial: A La Haye: Chez Frederic Staatman, libraire ..., 1771.
6. Adam Gottlob Schirach; Jean Jacques Blassière. (1771). Histoire naturelle de la Reine des Abeilles, avec l'art de former des essaims: on y a ajouté la correspondance de l'auteur avec quelques sçavans, et trois mémoires de l'illustre Bonnet de Genève sur ses découvertes. Editorial: La Haye, 1771.
7. Adam Gottlob Schirach. (1772). Natürliche Geschichte der Erd- Feld- oder Ackerschnecken, nebst einer Prüfung aller bisher bekannten mittel wider Dieselbigen, wohen Viele neue physische Erfahrungen gemacht Worden. Editorial: Leipzig, Bey Christian Gottlob Hilschern, 1772.
8. Adam Gottlob Schirach; William Healey Dall. (1772). Adam Gottlob Schirachs, pastoris zu Klein ... Natürliche Geschichte der Erd-Feld- oder Ackerschnecken : nebst einer Prüfung aller bisher bekannten Mittel wider dieselbigen, wohen viele neue physische Erfahrungen gemacht Worden : erste [-eilster] Sammlung : mit Kupfern. Editorial: Leipzig : Bey Christian Gottlob Hilschern, 1772.
9. Adam Gottlob Schirach. (1772). Natürliche Geschichte der Erd-, Feld- oder Ackerschnecken : nebst einer Prüfung aller bisher bekannten Mitteln wider dieselbigen, etc. Erste Sammlung. Mit Kupfern. Editorial: Leipzig, 1772.
10. Adam Gottlob Schirach; Johann George Vogel. (1774). Waldbienenzucht, nach ihren grossen Vortheilen, leichten Anlegung und Abwartung, mit Kupfern herausgegeben und mit einer Vorrede, nebst des Herrn Verfassers Lebensbeschreibung begleitet. Editorial: Breslau, W. G. Korn, 1774.
11. Adam Gottlob Schirach; Jean Jacques Blassière. (1774). Storia naturale della regina delle api coll'arte di formare gli sciami. Il tutto raccolto. Editorial: Brescia, G. Rizzardi, 1774.
12. Adam Gottlob Schirach; Johann Georg Vogel. (1774). Wald-bienenzucht, nach ihren grossen vortheilen, leichten anlegung und abwartung, mit kupfern herausgegeben un mit einer vorrede, nebst des herrn verfassers lebensbeschreibung begleitet. Editorial: Bresslau : Wilhem Gottlieb Korn, 1774.
13. Adam Gottlob Schirach. (1784). Der Sächsische Bienenmeister : oder kurze Anweisung für den Landmann zur Bienenzucht, nebst beygefügtem Oekonomischen Bienencalender. Editorial: Leipzig : 1784.
14. Adam Gottlob Schirach. (1787). Histoire naturelle de la reine des abeilles, avec l'Art de former des essaims. Editorial: Amsterdam, B. Vlam, 1787.
15. Jan Boehmer; Adam Gottlob Schirach. (1799). Duchomne Kyrlushowe Knihi, bohu koz̊eszi a Sserbam kwuz̊itku ... Evangeliskich Priedarjow ... Editorial: Budyschini : Pola Knihowkupza J.G. Arnolda, a pola Knihow-Wjiasarja J.D. Helmerssa, 1799.
16. Adam Gottlob Schirach (1803). Horne Lużiske Schul-Knischki, to je, Krotke Roswucżenie sa Dżjecżi, kak wone te najnusnische Wucżby nascheho Kscheszijanstwa jako też to Buchstabjerowanje, Lasowanje a druhe wużitne Wjedomnoszie. Editorial: W Budyschini, 1803.